# تامر حبيب
تامر حبيب (مواليد 29 يونيو 1963) هو كاتب وسيناريست مصري، تخرج من معهد السينما، ثم التحق بعدها بأكاديمية الفنون.

## بداياته
كانت بدايه تامر حبيب الفنية في التأليف عام 2003 من خلال فيلم “سهر الليالي”، ثم قدم العديد من الأفلام، منها “عن العشق والهوى” عام 2006، “تيمور وشفيقة”، “18 يوم”، “واحد صحيح” عام 2011، “أسوار القمر” عام 2015.
وعلى الصعيد التلفزيوني ألف العديد من المسلسلات، منها “خاص جداً” عام 2009، “شربات اللوز” عام 2012، “طريقي” عام 2015، “جراند أوتيل” عام 2016، “حلاوة الدنيا” عام 2017، “لعبة النسيان” عام 2020.

## أعماله
- فيلم سهر الليالي عام 2003
- فيلم واحد صحيح
- فيلم عن العشق والهوي
- مسلسل شربات لوز
- فيلم حب البنات
- فيلم تيمور وشفيقة
- مسلسل طريقي
- ظهوره في مسلسل نكدب لو قلنا ما بنحبش
- برنامج اللعبة
- مسرحية كوكو شانيل

## وصلات خارجية
- تامر حبيب على موقع IMDb (الإنجليزية)
- تامر حبيب على موقع الدهليز
- تامر حبيب على موقع قاعدة بيانات الأفلام العربية